# 崎元仁
崎元仁（日语：／ Sakimoto Hitoshi，1969年2月26日—），生於東京都，商業音樂作曲家。

## 事業發展
作为作曲家的初次亮相之作品，是1988年学生时代以同人身份制作的射击游戏《REVOLTER》（NEC PC-8801MkIISR系列用软件）。该游戏和只收录了REVOLTER的BGM的音乐磁带《MUSIC FROM REVOLTER》都在日本的同人交流会Comiket上出售过。《REVOLTER》的曲子被当时岩田匡治（Masaharu Iwata）打工公司的社长看中，收录在FC版《大战略》中。以《REVOLTER》为契机，崎元以自由身的游戏作曲家开始了业界的活动，出道時曾使用綽號「YmoH.S」。
1997年跟隨《皇家騎士團》開發隊加入（跳槽）史克威爾（Square Co. Ltd.，现與艾尼克斯合併成史克威尔艾尼克斯）。2000年當完成了《流浪者之歌》的工作後辭職並恢復自由身，沒多久便與岩田匡治及其他作曲家創辦音樂公司Basiscape，在不受規範下自由接受來自不同客戶的音樂、音效類工作委託。就算是成為了一家公司的社長，崎元仁還是沒有停下作曲的工作，史克威爾的旗艦系列作品《最终幻想XII》正是他自立門戶後再接手的。
一直以來崎元仁都是以寫作電子音樂為主力，1993年接手《皇家騎士團》的作曲工作後風格轉型為結合了軍事味和幻想色彩的新古典主義，與另一長期合作者岩田匡治在SFC主機有限的機能下編出不輸給《勇者鬥惡龍》的數位管弦樂作品（而事實上在《皇家騎士團2》工作後崎元仁參與了《勇者斗恶龙VI 幻之大地》的編曲及音效工作），亦因為這個成就令崎元仁成為了導演松野泰己的御用作曲家。1997年接手《最终幻想战略版》，不同於傳統《最终幻想》作曲家植松伸夫的作品，崎元仁和岩田匡治為《最终幻想》幾作譜寫的原聲都幾乎沒有採用合成電子的樂器，而只使用原音樂器。在使用取樣合成音色下，2人的數位新古典作品音質得到不少的提升而使他們在PlayStation時代開始建立起一群新的擁護者。2004年接手《星神：永恆之門》編寫的結尾曲，是崎元仁官式上首次寫作有真人演唱的音樂作品，新古典風格加上流行女歌手的演鐸間接地促成了之後與另一位女歌手Lia的合作推出專輯《Colors of Life》而成為一時話題。2006年崎元仁進身日本動畫界為2007年春季播送的《羅密歐×茱麗葉》配樂。
從1988年至2006年為止，崎元仁光是參與過的原聲作編曲工作就有96份，發行音樂CD（不計特典及非賣品）24張。

## 風格發展
崎元仁的寫作風格在進入PlayStation時代開始出現了一個分水嶺，在主機機能得以擴張下經常可以在他的作品中找到難以在現實中演奏的樂句，例如以急板豎琴及弦樂器彈奏/滑奏複雜的分解和弦。從《蒼穹紅蓮隊》開始，便明顯地採用華格納式的主导动机來設計整個原聲的作品。接手《最终幻想战略版》時更加發展成熟，遊戲中有5條主导动机經常地、隱祕地貫穿在曲目中。接下來的《閃光銀槍》原聲主要運用一條主导动机為不同關次的背景音樂進行變奏。到了《流浪者之歌》，崎元仁仍舊採用多條主导动机的作曲法，但在導演松野泰己的要求下作品風格從以前的明朗感走向陰沈型，在當時的訪談中崎元仁就承認了在寫作《流浪者之歌》期間參考了好萊塢的電影音樂，特別是漢斯·季默的作品。隨後出現了剛踏入PlayStation 2時代的過渡期，曲風及選用的樂器亦變得更多元化。PS2中期的《Gradius V》，崎元仁與《閃光銀槍》的開發隊——Treasure再度合作，這次的創作中他徹底地放棄了主导动机，以回歸《蒼穹紅蓮隊》式節奏感強烈的電子樂結合管弦樂寫作背景音樂。

## 代表作
- 1988年 - REVOLTER （同人）
- 1993年 - 皇家騎士團 （Quest）
- 1995年 - 皇家騎士團2 （Quest）
- 1996年 - 蒼穹紅蓮隊 （Eighting / Raizing）
- 1997年 - 最终幻想战略版 （Square）
- 1998年 - 閃光銀槍（英语：Radiant Silvergun） （Treasure）
- 2000年 - 流浪者之歌 （Square）
- 2002年 - 龍之戰士5（英语：Breath of Fire V: Dragon Quarter） （Capcom）
- 2004年 - 宇宙巡航艦5 （Treasure / Konami）
- 2004年 - 星神：永恆之門（英语：Stella Deus） （Atlus）
- 2006年 - 最终幻想XII （史克威尔艾尼克斯）
- 2008年 - 戰場女武神 （世嘉）
- 2009年 - 朧村正（Vanillaware / MMV）
- 2013年 - 龍之皇冠（Vanillaware / Atlus）